# Elezioni parlamentari in Corea del Nord del 1986
Le elezioni parlamentari in Corea del Nord del 1986 si tennero il 2 novembre per il rinnovo dell'Assemblea popolare suprema. Non si conosce la ripartizione dei seggi tra i singoli partiti, ma tutti i seggi andarono come sempre all'unica coalizione legale in Corea del Nord, il Fronte Democratico per la Riunificazione della Patria.
L'obiettivo della 1ª sessione dell'8° Assemblea popolare suprema fu "Per la completa vittoria del socialismo".

## Risultati
| Liste  | Liste                                                 | Voti | %   | Seggi |
| ------ | ----------------------------------------------------- | ---- | --- | ----- |
|        | Fronte Democratico per la Riunificazione della Patria |      | 100 | 655   |
| Totale | Totale                                                |      | 100 | 655   |
| Fonte: |                                                       |      |     |       |